# Maine-anjou
Maine-anjou est une carcasse bovine justiciable d'une appellation d'origine protégée. C'est un produit d'élevage bovin français.
Jusqu'en 2003, « maine-anjou » désignait une race bovine, désormais appelée « rouge des prés » car elle ne pouvait porter le même nom que l'AOP. Le nom de la race puis de l'appellation font référence à leurs deux provinces d'origine, le Maine et l'Anjou.

## Origine et historique
La race bovine maine-anjou est une race particulière issue du croisement de la mancelle et du durham anglais créé par le comte de Falloux vers 1830,.
Elle est réputée dans sa région de production pour sa qualité. Ses agriculteurs producteurs ont décidé de demander la reconnaissance de leur patrimoine par une AOC. Une commission d'enquête a été nommée en 1999. Le groupement de producteur demandeur du signe de qualité a choisi comme nom maine-anjou. 

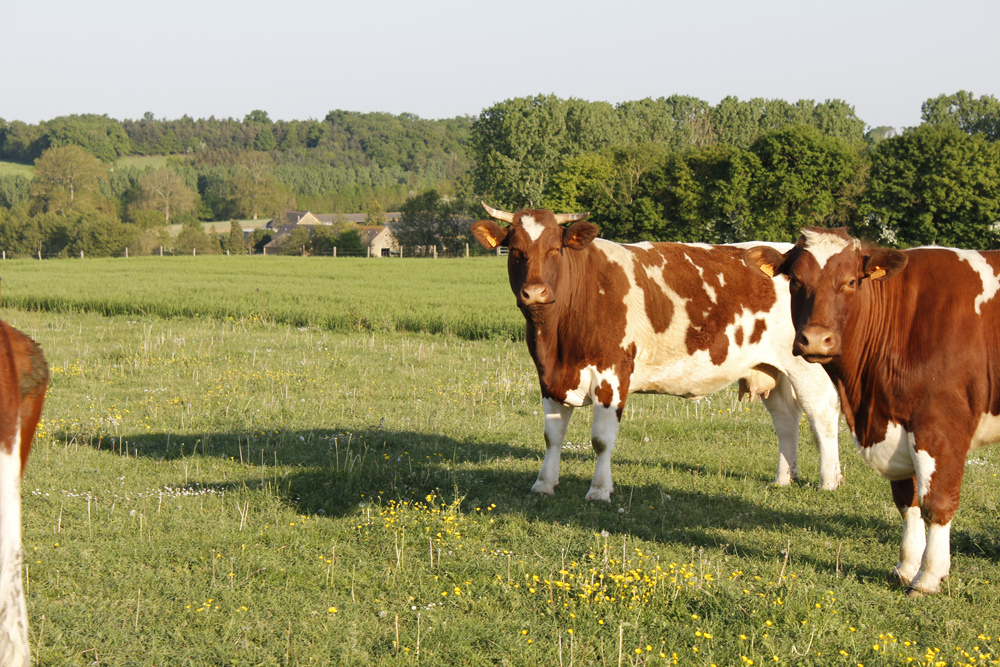
Maine-anjou à Saint-Brice (Mayenne).

Pour respecter un règlement européen, la race bovine Maine-Anjou est devenue rouge des prés le 1er janvier 2003. 
 Le terroir a été délimité sur les départements de Ille-et-Vilaine Loire-Atlantique, Mayenne, Maine-et-Loire, Sarthe, Deux-Sèvres, et Vendée. C'est une terre d'élevage, avec des pâturages pauvres qui produit des animaux de boucherie lourds. 
L'AOC a été reconnue en 2004.
La viande bovine maine-anjou a une couleur rouge intense. Ce produit agricole a obtenu le 20 décembre 2010, le label européen AOP (appellation d'origine protégée).

## Élevage et abattage
Il concerne exclusivement les animaux de race rouge des prés avec une charge d'une vaches productives par hectare. 
Les animaux sont élevés sur des pâturages et au foin de la ferme avant la finition. Elle se fait en 60 à 120 jours, avec des concentrés (céréales et protéagineux) entiers ou broyés grossièrement. L'ensilage est interdit pendant les 2 mois précédent la finition.
Le goût de la viande est fait durant la période précédent cette phase. L'ensilage lui confère auparavant beaucoup de poids.
Les vaches doivent faire un poids de carcasse minimum de 380 kg. Les bœufs de 30 mois pèseront au moins 400 kg de carcasse et le fleuron, les bœufs de 36 mois pèseront 500 kg de carcasse (une tonne de poids vif).

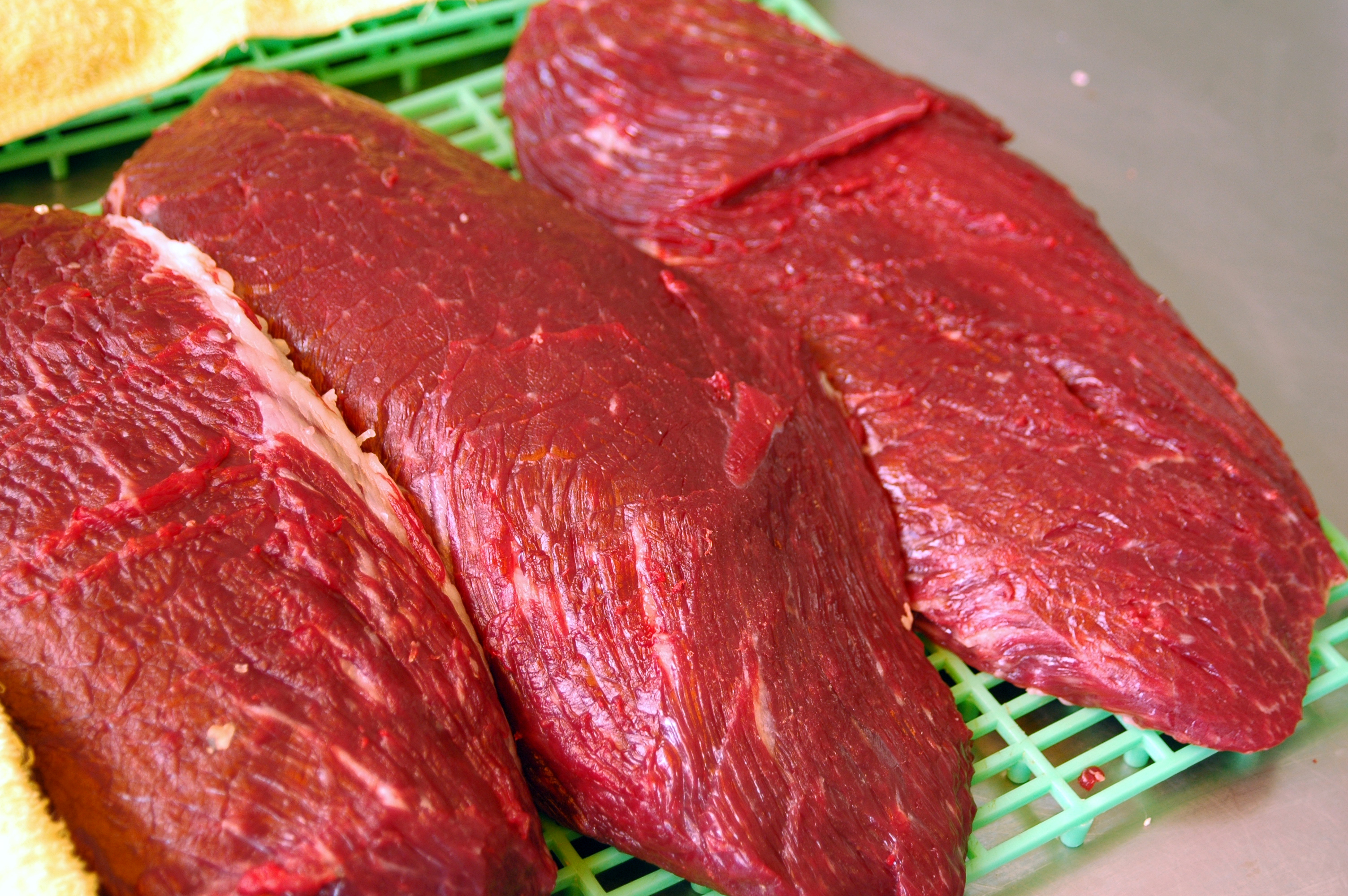
Gîte à la noix de bœuf.
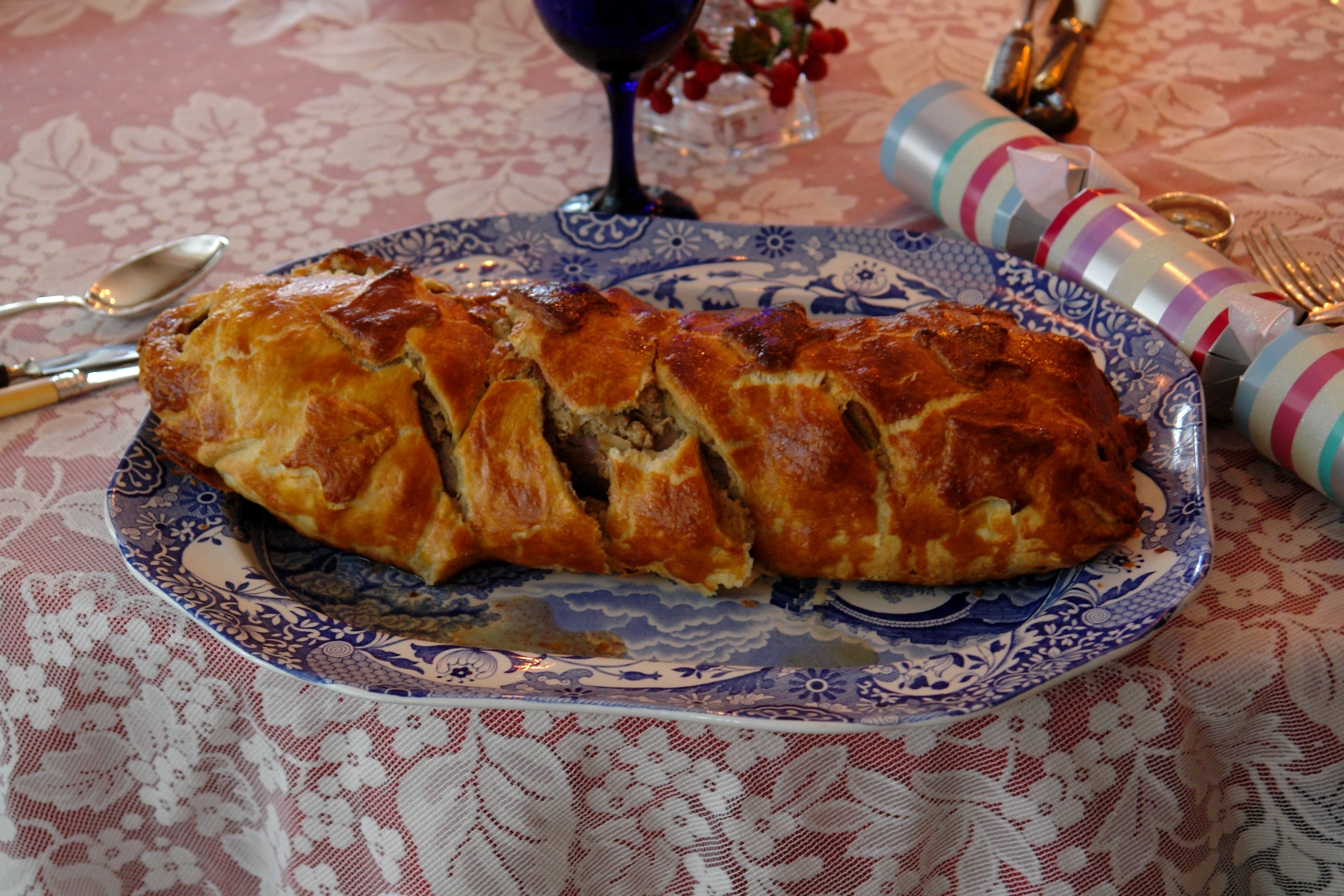
Bœuf Wellington.
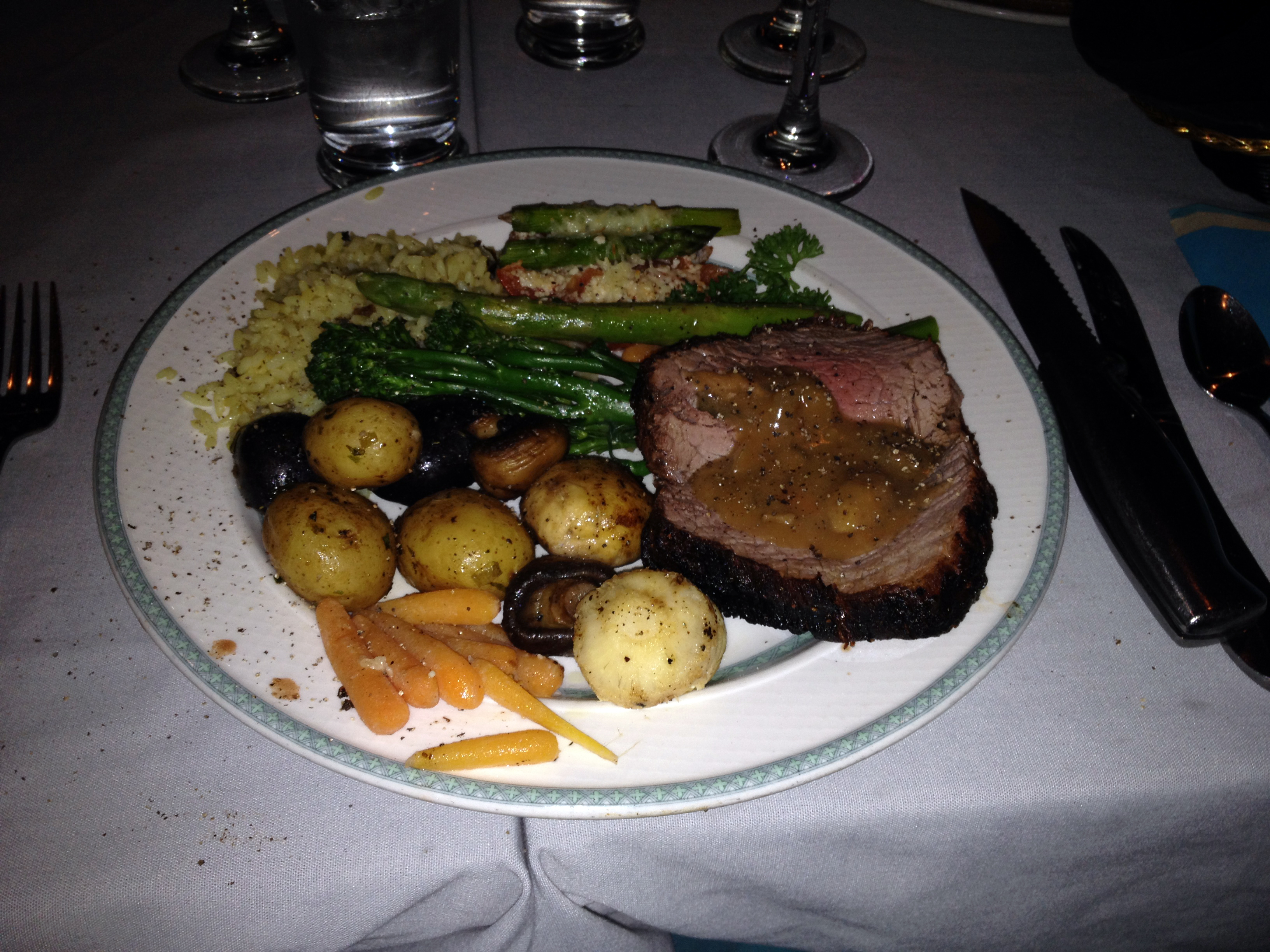
Filet de bœuf Richelieu.

## Caractéristiques du produit
La viande se caractérise par son odeur, sa texture, son goût persistant.